# Gluten ngô
Gluten ngô (Corn Gluten Meal - CGM) là phần còn lại có tính dai, dẻo sau khi tách tinh bột, mầm và vỏ lụa từ hạt ngô.
Gluten ngô là sản phẩm phụ của các nhà máy xay sản xuất tinh bột, siro; hoặc là sản phẩm của quá trình bằng quá trình lên men phôi nhũ. Gluten ngô chứa những chất chiết xuất của ngô đã được lên men, bột mầm ngô.

## Thức ăn chăn nuôi
Gluten ngô được dùng phổ biến trong khẩu phần ăn của vật nuôi, bảo gồm gia súc, gia cầm và thủy sản.
CGM là nguồn protein không tốn kém cho chăn nuôi; có hàm lượng protein và năng lượng cao; 60% là protein, thành phẩm protein chủ yếu là gluten, amino acid cysteine, methionine, có giá trị dùng bổ sung cho những nguồn protein khác thường được sử dụng. Ngoài ra, CGM chứa xantophyl cao, có giá trị đặc biệt, một thành phần sắc tố hữu hiệu trong thức ăn chăn nuôi; CGM có hàm lượng protein được bảo vệ khi thoát qua dạ cỏ cao.

## Thuốc diệt cỏ
Năm 1985, Tiến sĩ Nick Christians của Đại học bang Iowa phát hiện ra rằng CGM có tác động diệt cỏ. Việc sử dụng bột gluten ngô làm thuốc diệt cỏ được cấp bằng sáng chế vào năm 1991.
Khi sử dụng là thuốc diệt cỏ, bột ngô gluten bị phân huỷ theo thời gian như một nguồn nitơ hữu cơ (mức NPK 10-0-0), không tổn hại đến môi trường sống.
Protein trong CGM ức chế sự hình thành rễ trên hạt mới nảy mầm, làm chết cây. Các ứng dụng phải được tính thời gian để CGM có mặt và hiệu quả khi hạt giống nảy mầm.
Mặc dù rất an toàn khi sử dụng và không độc hại, CGM không nên được áp dụng ở khu vực có các lưu vực sông. Nếu không sẽ ảnh hưởng đến sự an toàn sinh thái gây ô nhiễm nguồn nước (hàm lượng nitơ cao).